# متنزه ماجقة

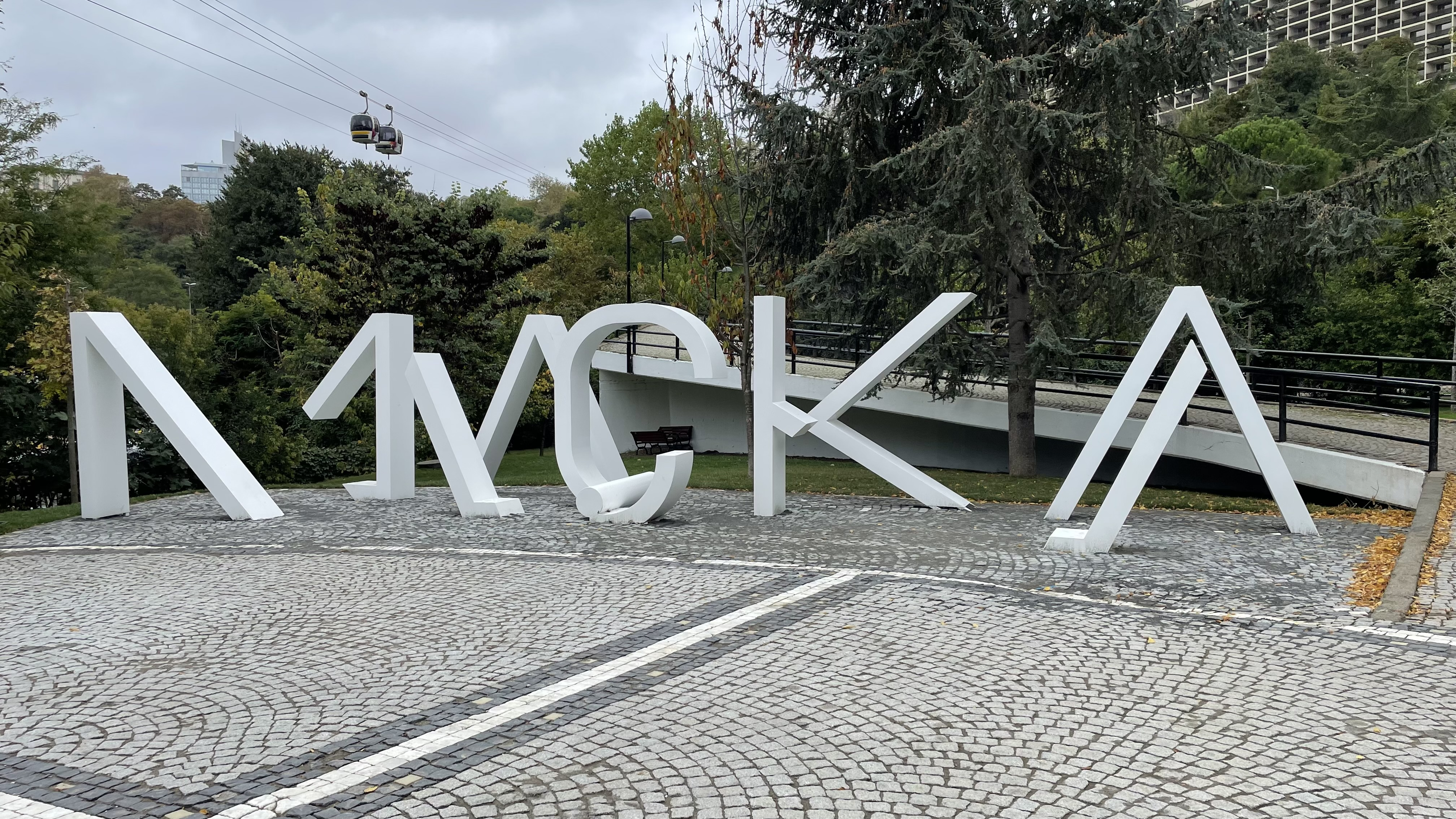
Maçka Park in 2021

مُتَنَزَّهُ مَاجِقَة (بالتركية: ماݘقه پاركی/Maçka Parkı) منطقة ترفيهية في مدينة إسطنبول بتركيا، تحتوي على مسارات للركض والمشي،كما يوجد بها مناطق وملاعب للأطفال ومناطق استراحة.

## التاريخ
كانت المنطقة جزءًا من متنزه قصر دولمة بهجة، تم فصلها عن الحدائق التي كانت تستخدم كمتنزه في منتصف القرن التاسع عشر. عام 1993 تم تجديد تسميتها باسم متنزه ماجقة الديمقراطي (بالتركية: ماݘقه دموكراسی پاركی/Maçka Demokrasi Parkı).
سميت باسم حديقة ماتشكا نسبة إلى الأشخاص القادمين من منطقة البحر الأسود الذين تم إرسالهم إلى القسطنطينية بعد فترة من فتحها من قبل محمد الثاني في عام 1461.
بقي اسمها حديقة ماتشكا حتى عام 1993 حيث تم تجديدها وإعادة تسميتها بحديقة ماتشكا الديمقراطية.

### تفجير ديسمبر 2016
في 10 ديسمبر 2016، كانت الحديقة موقعًا لتفجير انتحاري، وهو واحد من تفجيرين في ذلك اليوم أعلن صقور حرية كردستان مسؤوليتهم عنهما. وأدى التفجير الانتحاري إلى مقتل أربعة من ضباط الشرطة ومدني واحد في الحديقة.

## معرض الصور

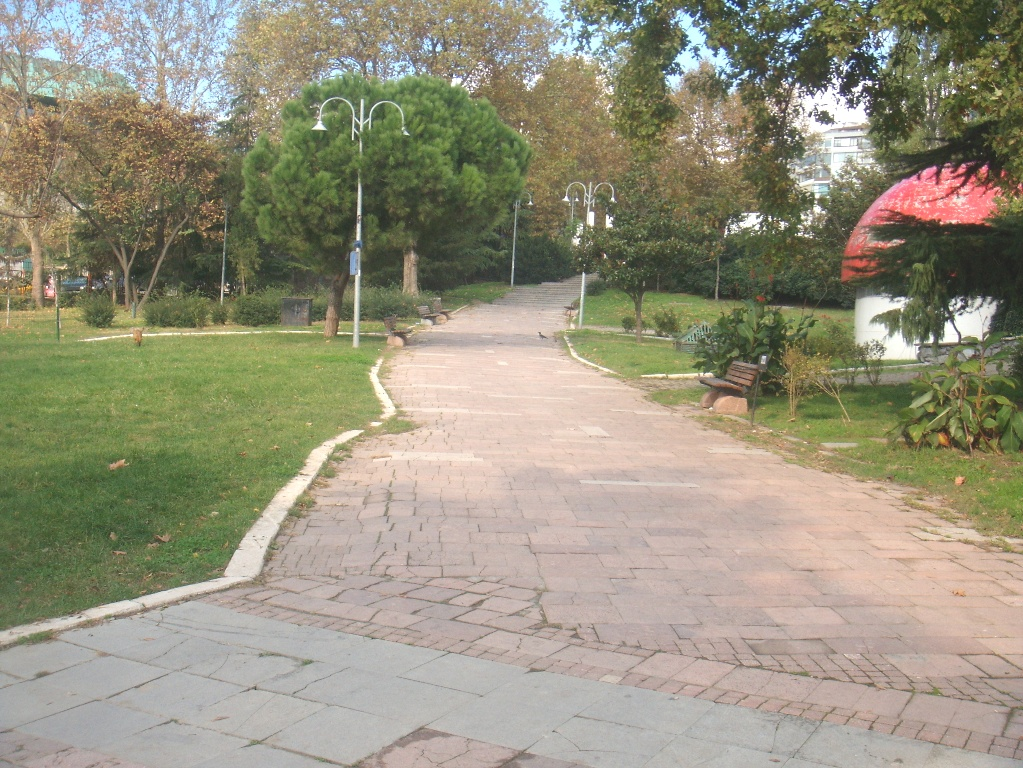
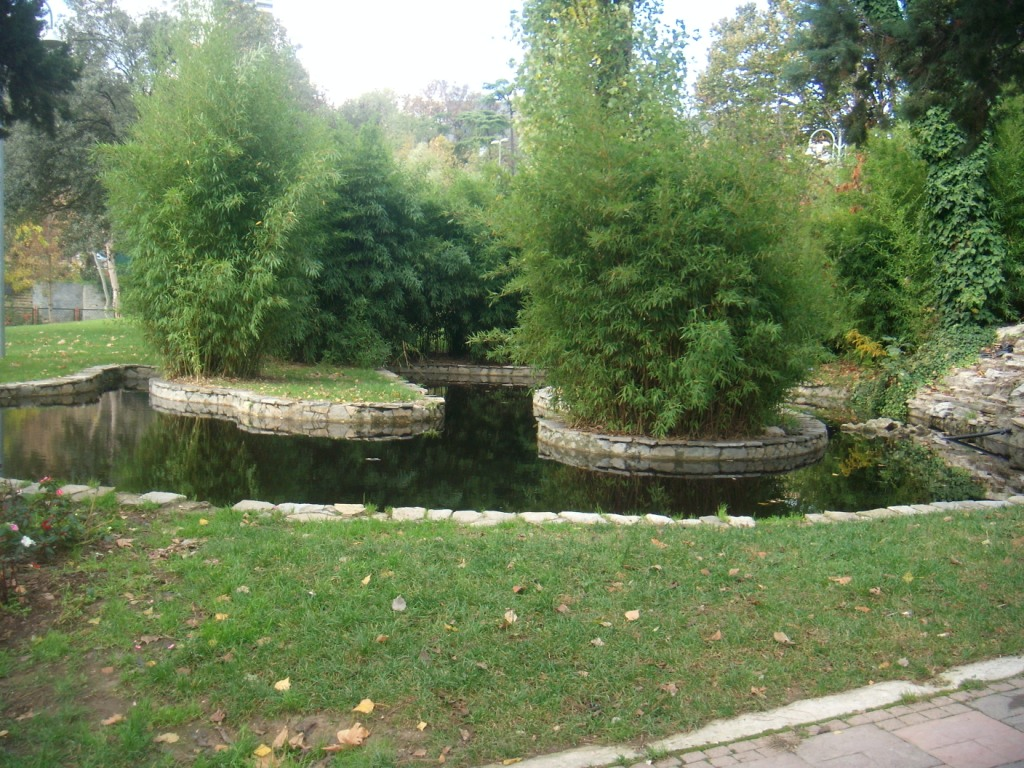
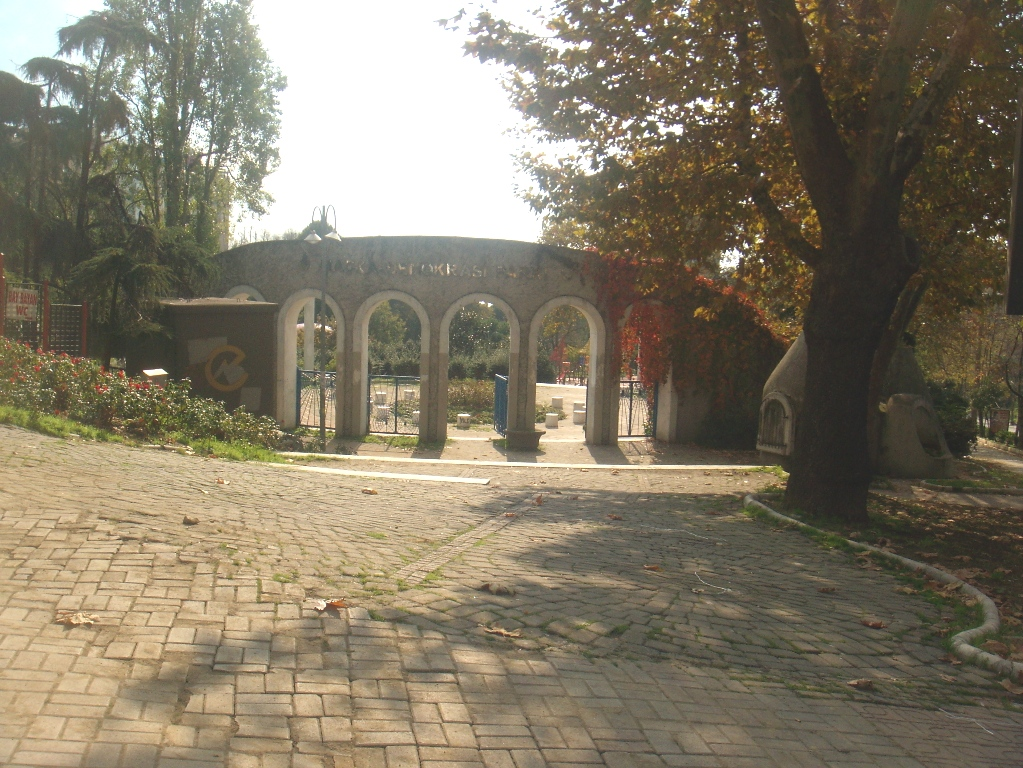
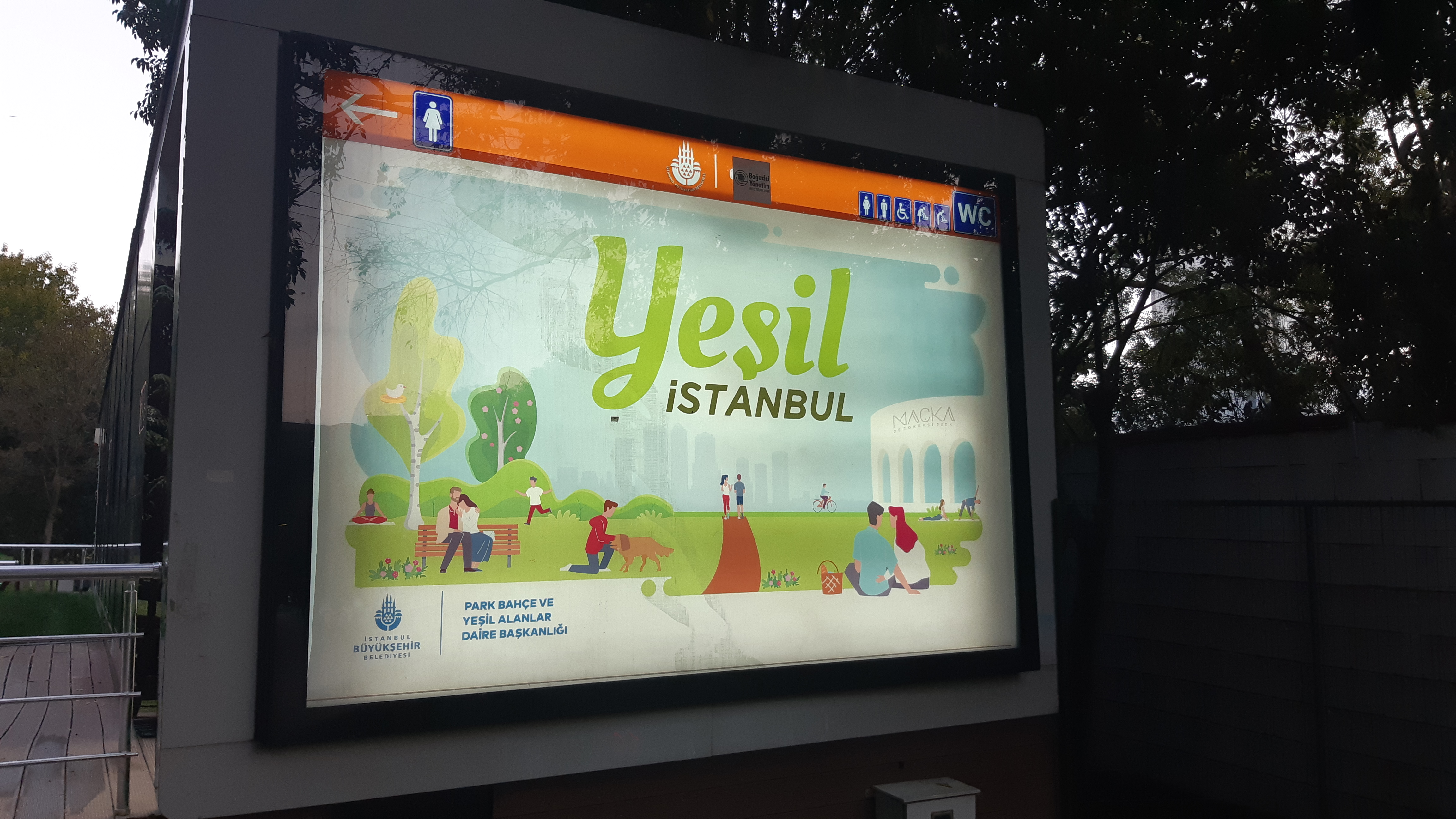
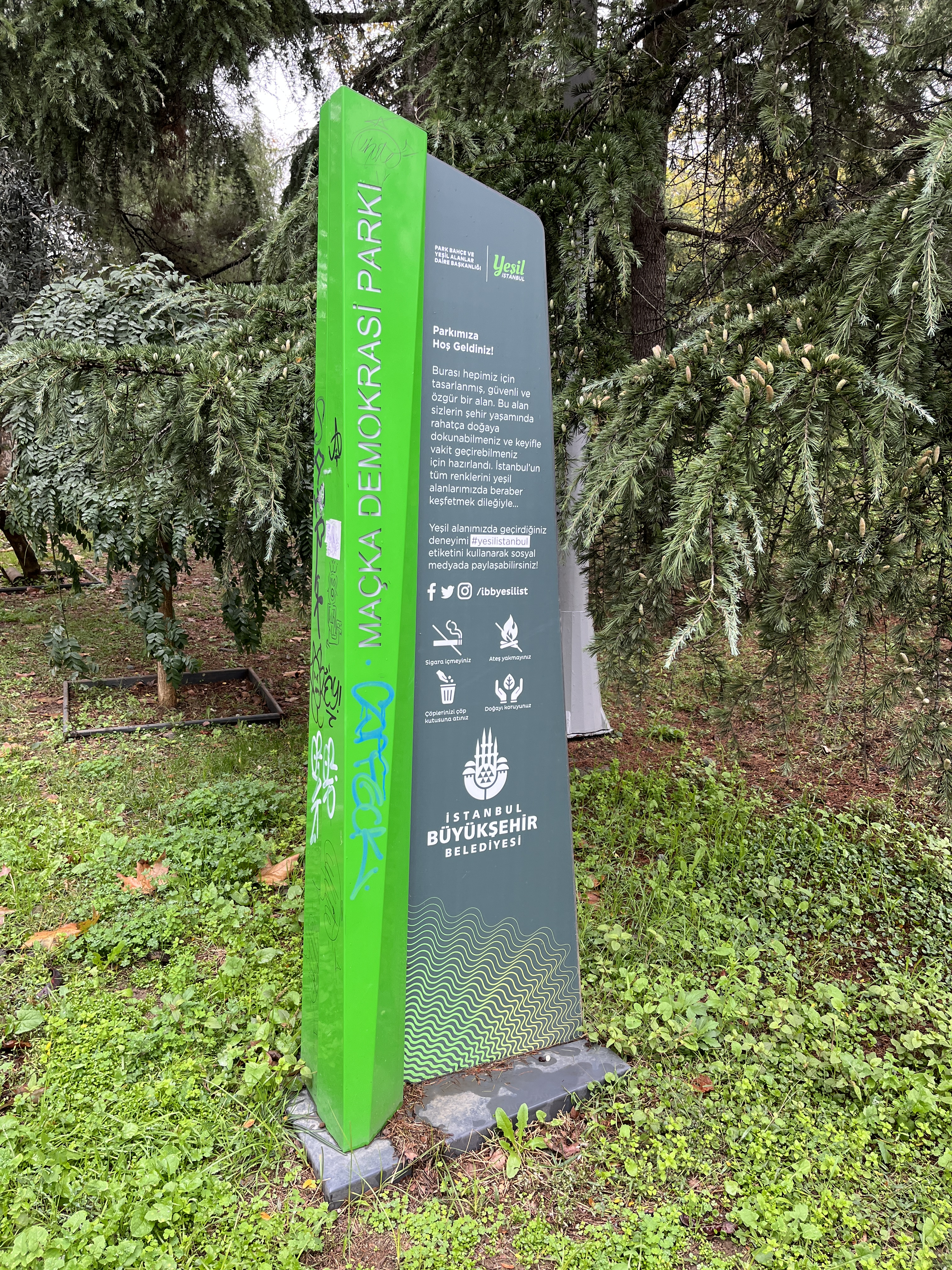
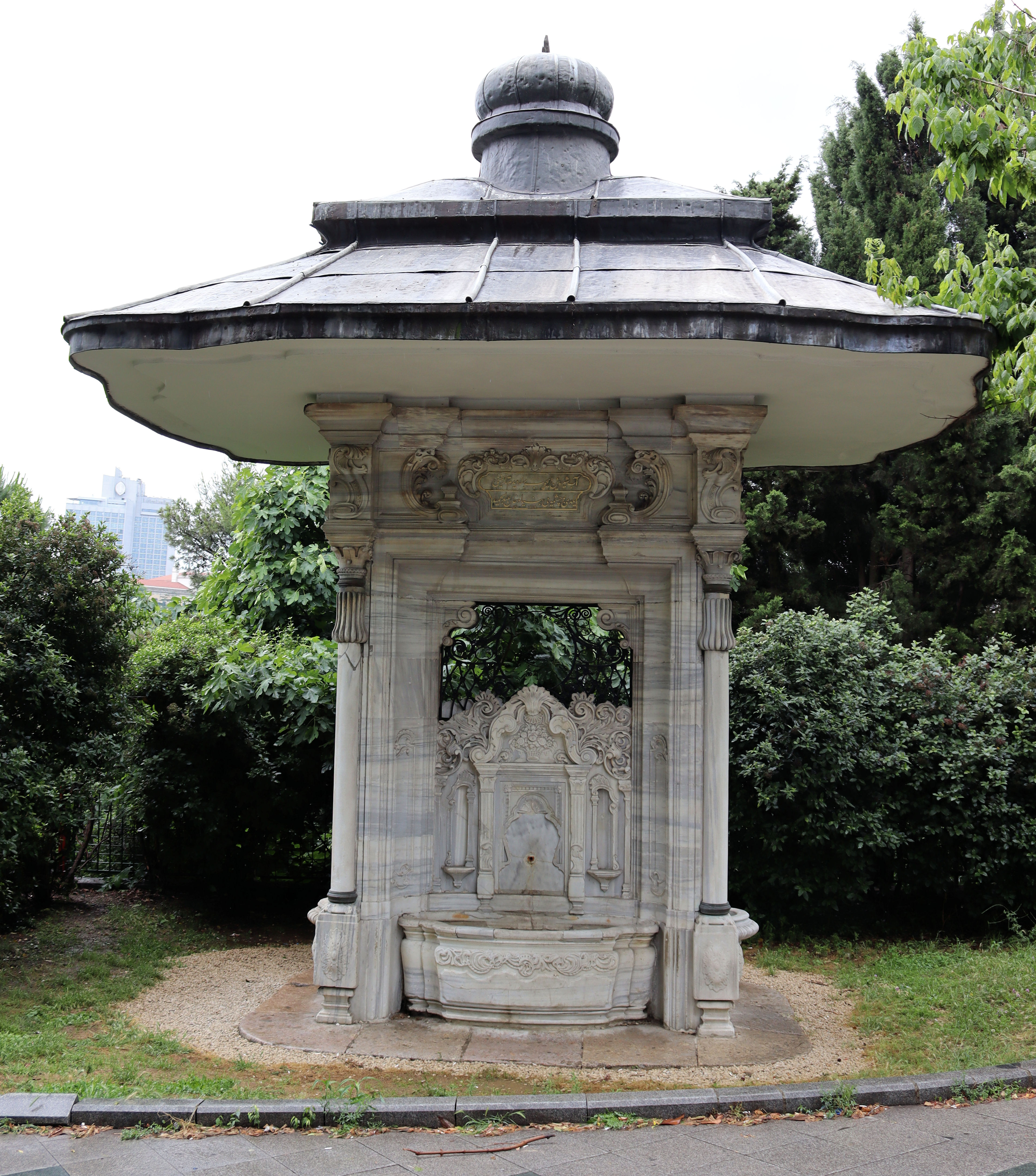
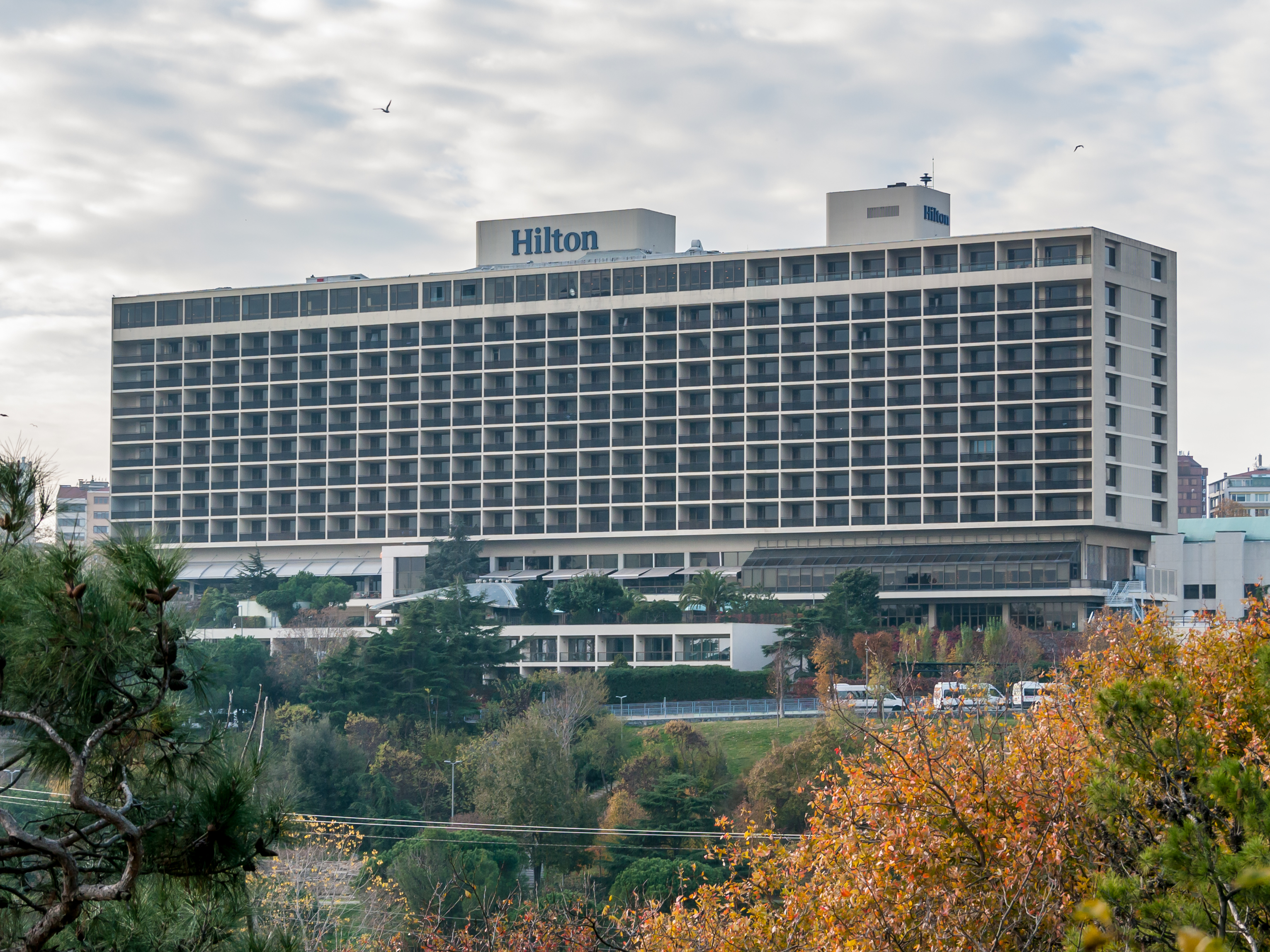
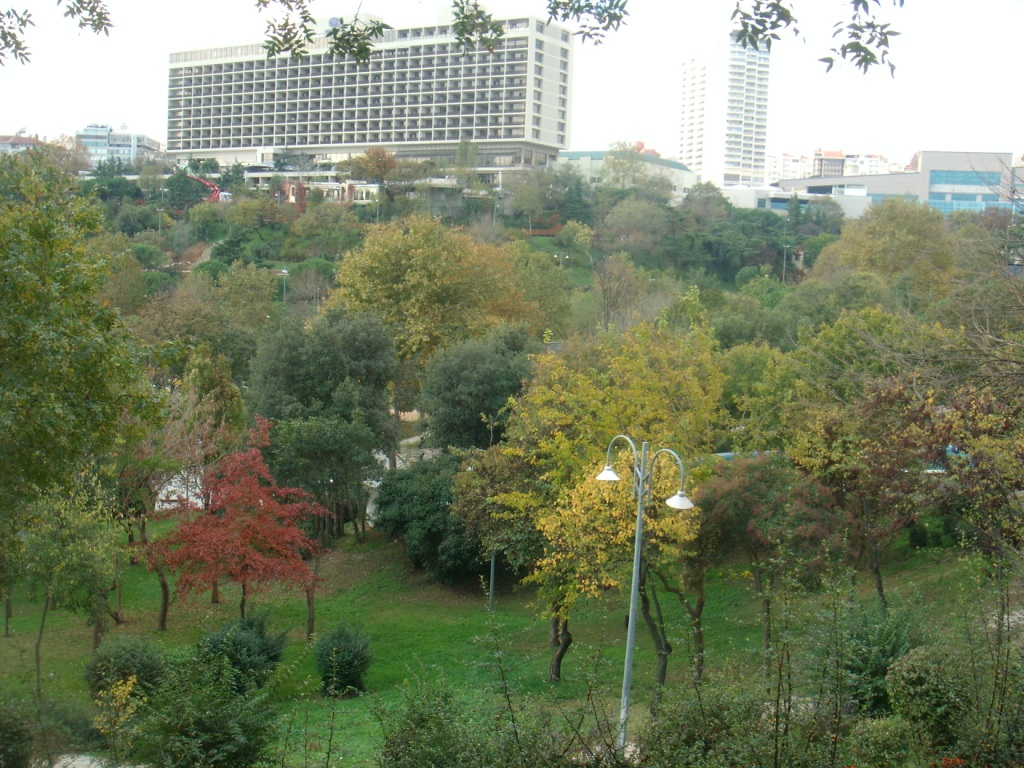
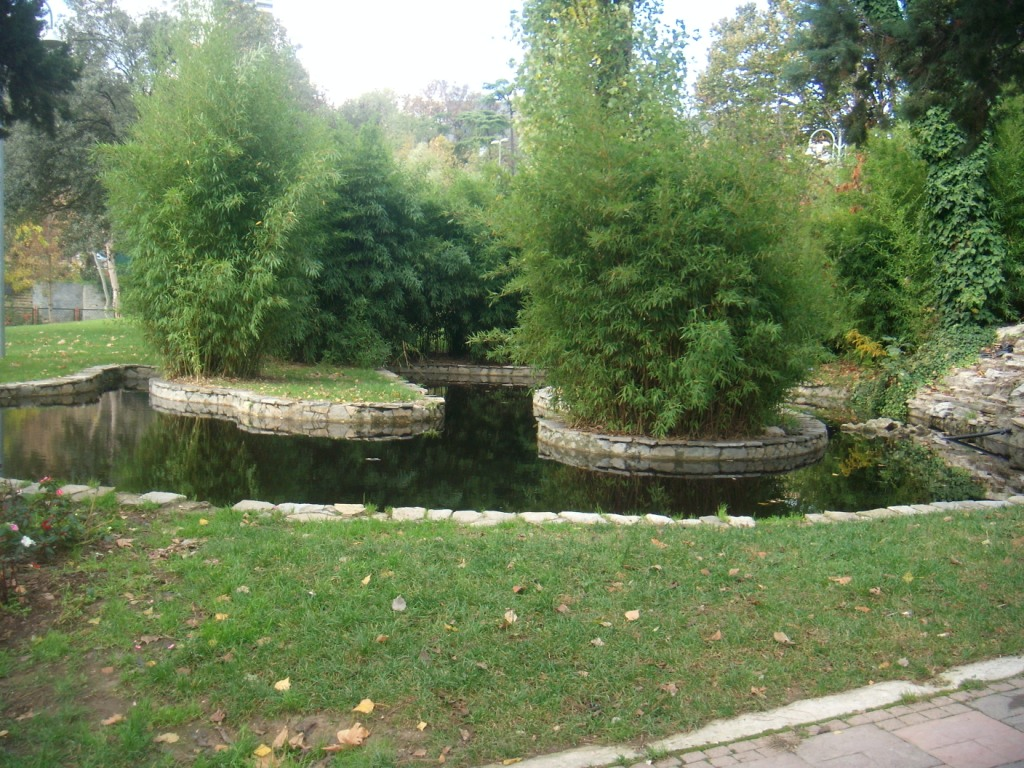
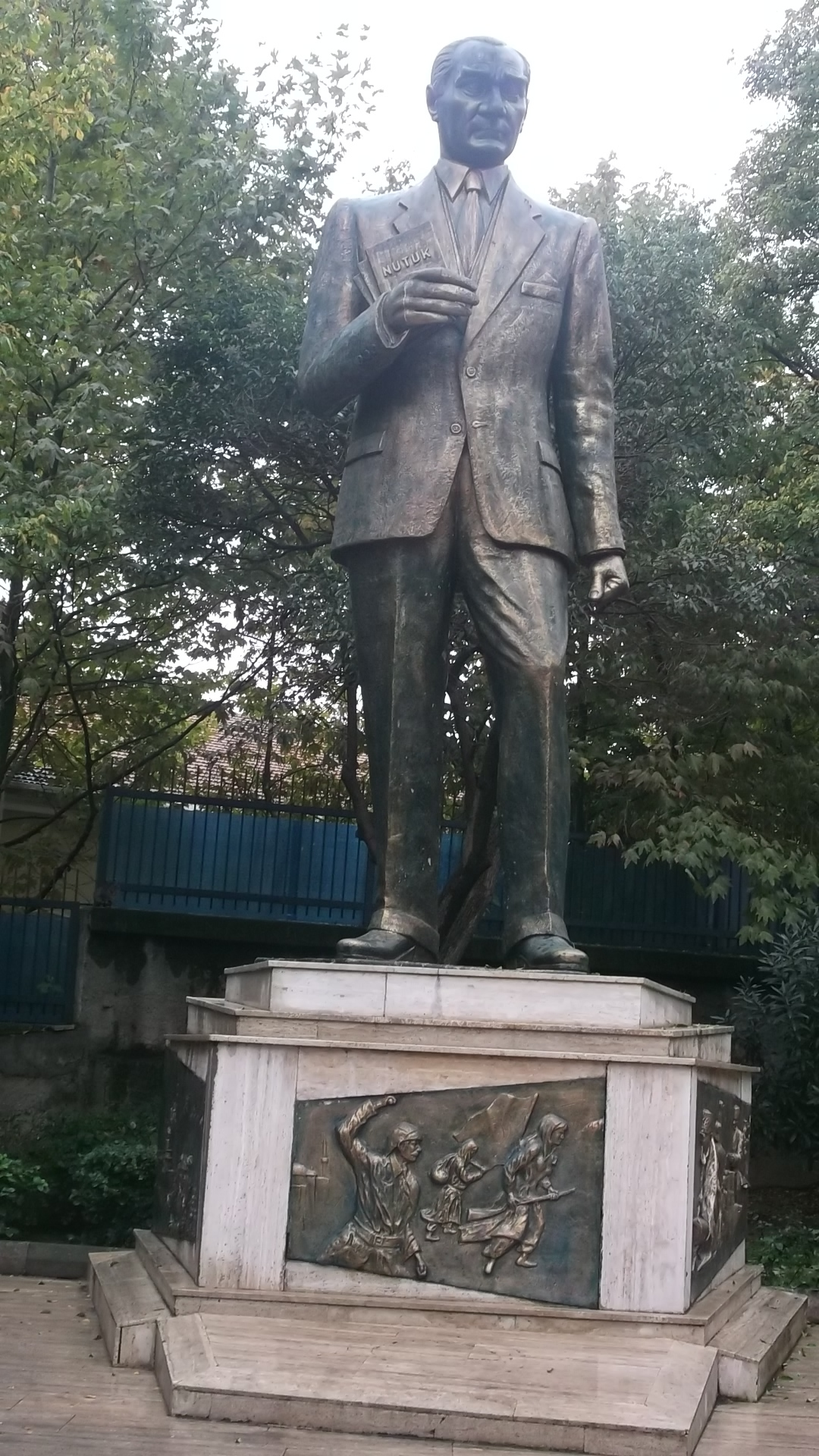
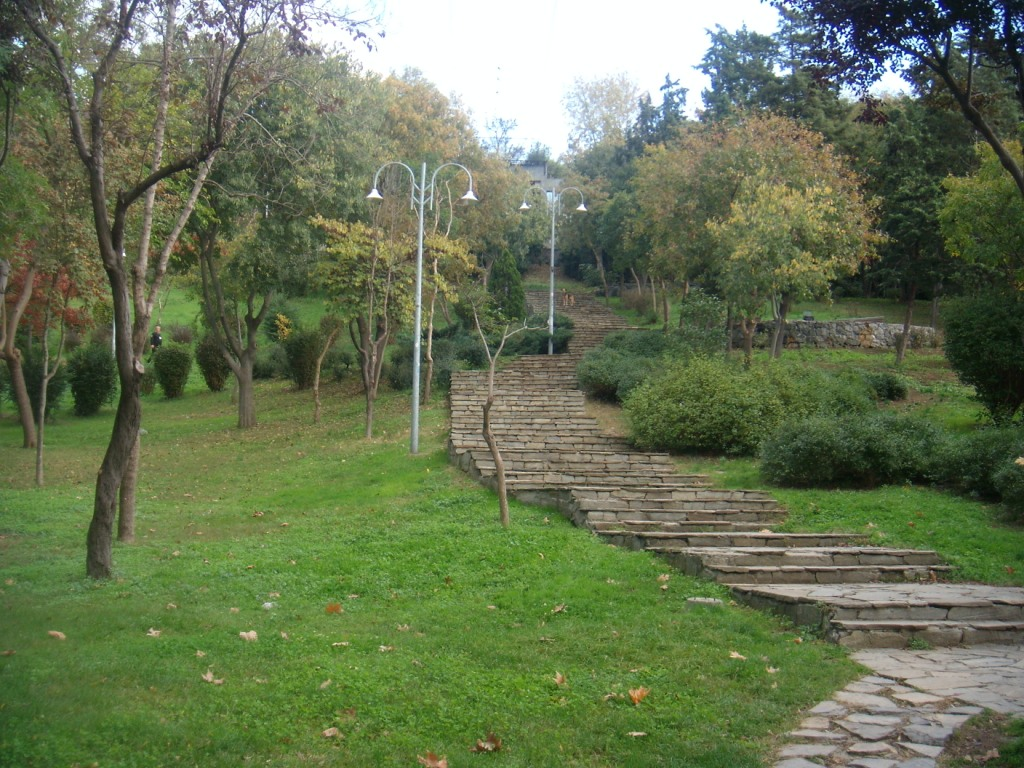
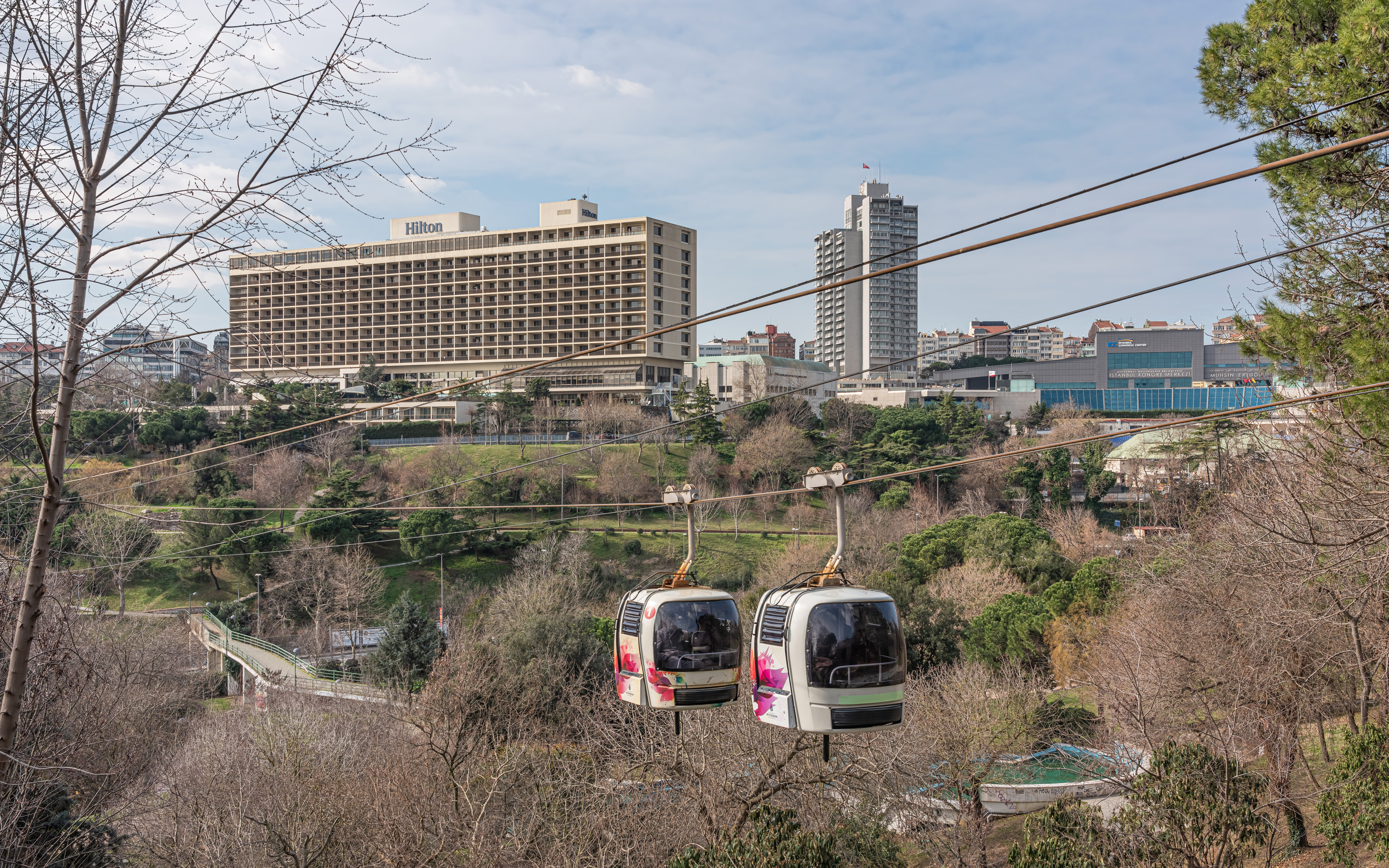